# Delta-Ring
Ein Delta-Ring ist ein Ring mit dreieckigem Querschnitt, der als Dichtung zwischen zwei nicht bewegten Teilen verwendet wird. Er zählt somit zu den statischen, selbsttätigen und lösbaren Dichtungen. Die Dichtwirkung wird durch den Druck im Inneren des Behälters erzeugt. Er presst den Delta-Ring in die zu dichtende Fuge und verschließt sie somit. In dieselbe Kategorie wie der Delta-Ring gehört der O-Ring, der Quadring, der Keilring und die Dichtlinse. Im Behälterbau wird der Delta-Ring häufig eingesetzt. Falls weiche Stoffe abgedichtet werden sollen, ist unter Umständen ein Stützring erforderlich, um das Fließen des Rings in den Dichtspalt zu verhindern.